# Casa Museo Francisco José de Caldas
La Casa Museo Francisco José de Caldas es un museo situado en Bogotá. Fue la residencia de Francisco José de Caldas y está dedicada a su memoria. Se encuentra en la carrera Octava con calle Sexta, en las inmediaciones del Palacio de Nariño.

## Historia
La casa fue construida hacia 1770 y declarada Monumento Nacional en 1944. El Ministerio de Defensa de Colombia la adquirió en 1980. En dicho año comenzaron los trabajos de restauración, que tomaron cuatro años. El museo se inauguró en 1985. Mientras la casa en Bogotá no fue de su propiedad, la casa en Popayán si perteneció a la familia Caldas, cuyos descendientes la habitaron hasta 1964, en que el Estado la adquirió.

## Contenido

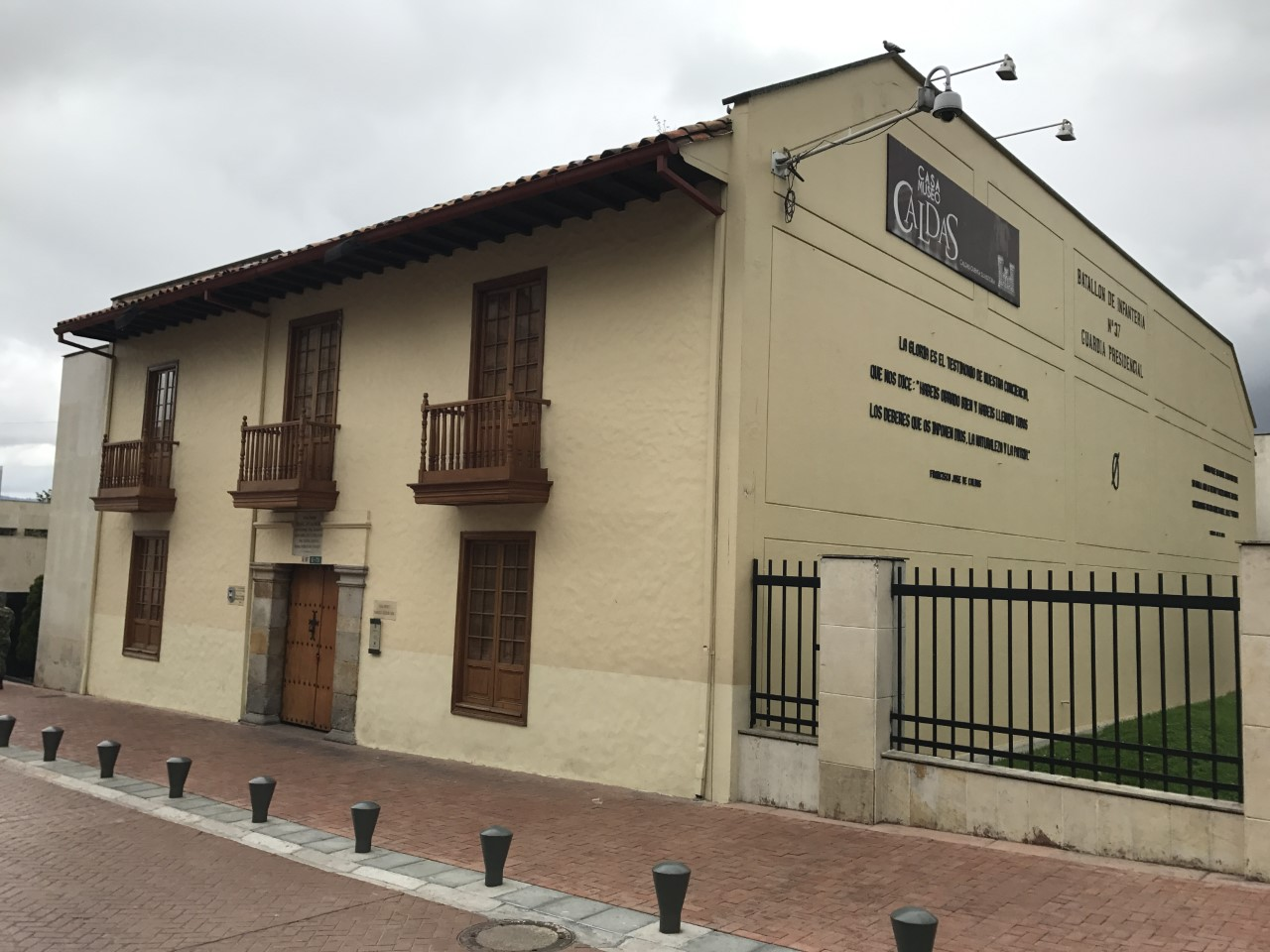
Vista de la casa museo desde la Calle 6.

La planta baja alberga la habitación de estudio, que contiene cartas, la llave de la casa, morteros, libros, escritos, una consola, una mesa ovalada y una alacena de cocina. En este nivel también se halla la sala de las ciencias, donde se aprecian reproducciones de la Expedición Botánica, herbarios, así como documentos y correspondencia de Caldas con José Celestino Mutis, Sinforoso Mutis, Francisco Antonio Zea, Francisco Javier Matiz y Alexander von Humboldt. Contiene asimismo mapas cartográficos y estudios astronómicos y de física.
En el segundo piso la casa alberga una sala de conferencias. En el área de la sala de ingeniería se encuentran elementos de medición y cálculo como telémetros o teodolitos. En la sala Caldas se encuentra un busto de Caldas realizado por Francisco José de Lasprilla en 1882, armas del ejército británico (que brindó apoyo militar a la insurrección criolla contra el Imperio español), lo mismo que láminas alusivas a la vida de este hombre.